# Roger Williamson
Roger Williamson (ur. 2 lutego 1948 w Ashby-de-la-Zouch, Leicester, zm. 29 lipca 1973 w Zandvoort) – brytyjski kierowca wyścigowy. Zginął podczas Grand Prix Holandii na torze Zandvoort Circuit.
Dwukrotny mistrz Formuły 3 w latach 1971 i 1972.
Dwukrotnie wystąpił w Formule 1. Pierwszy raz, startując w barwach zespołu March Engineering w Grand Prix Wielkiej Brytanii, już na pierwszym okrążeniu uczestniczył w kolizji, czego efektem było wycofanie się z wyścigu. Zginął w czasie drugiego występu.

## Wypadek
Wypadek miał miejsce na 8. okrążeniu, kiedy nastąpiła eksplozja opony. Samochód uderzył w barierki ochronne, a następnie odbił się od nich, przekoziołkował i sunął około 200 m, po czym wylądował do góry kołami. Natychmiast stanął w płomieniach. Kierowca jadący za nim – David Purley – zatrzymał się, wysiadł i pobiegł z pomocą. Przez kilkadziesiąt sekund próbował przewrócić samochód, aby uwolnić przyjaciela, który wołał o pomoc ("For God's sake, David, get me out of here"). Starał się przewrócić na koła bolid, który mógł eksplodować, gasił, przywoływał do pomocy stojących obok strażaków i osoby zabezpieczające trasę, które jednak biernie przyglądały się, jak bolid płonął. Sędziowie wyścigu popełnili ogromny błąd, który znacznie opóźnił przyjazd wozów strażackich, informując wszystkich, że kierowca wyszedł z wypadku cało i w popłochu uciekł z miejsca zdarzenia, w wyniku czego wyścigu nie przerwano. Sędziowie nie wiedzieli, że Williamson nadal jest w samochodzie. Po około minucie od wypadku ogień zajął cały pojazd. Od szczątków pojazdu odciągnął Purleya człowiek z obsługi, który musiał zrobić to siłą. Purley w furii uderzył go i podniósł ręce w akcie rozpaczy. Całą scenę w niedzielne popołudnie oglądały przed telewizorami miliony ludzi.
Williamson zginął wskutek asfiksji.
Purley odznaczony został 11 medalami za heroizm i odwagę, w tym najwyższym cywilnym odznaczeniem brytyjskim - Medalem św. Jerzego.

## Formuła 1
| Legenda oznaczeń w tabelach wyników Wyświetl szablon na nowej stronie | Legenda oznaczeń w tabelach wyników Wyświetl szablon na nowej stronie                                                                     |
| Oznaczenie                                                            | Wyjaśnienie |
| --------------------------------------------------------------------- | --- |
| Złoty                                                                 | Zwycięzca lub mistrzostwo |
| Srebrny                                                               | 2. miejsce lub wicemistrzostwo |
| Brązowy                                                               | 3. miejsce lub II wicemistrzostwo |
| Zielony                                                               | Ukończył, punktował (w klasyfikacji generalnej, gdy zdobył co najmniej jeden punkt na przestrzeni sezonu, poza trzema powyższymi opcjami) |
| Niebieski                                                             | Ukończył, nie punktował (w klasyfikacji generalnej, gdy nie zdobył co najmniej jednego punktu na przestrzeni sezonu)                      |
| Czerwony                                                              | Nie zakwalifikował się (NZ) |
| Czerwony                                                              | Nie prekwalifikował się (NPK) |
| Różowy                                                                | Nie ukończył (NU) |
| Różowy                                                                | Niesklasyfikowany (NS) (w klasyfikacji generalnej, gdy nie został sklasyfikowany w żadnym wyścigu sezonu)                                 |
| Czarny                                                                | Zdyskwalifikowany (DK) |
| Czarny                                                                | Wykluczony (WYK/EX) |
| Biały                                                                 | Nie wystartował (NW) |
| Biały                                                                 | Kontuzjowany (K/INJ) |
| Biały                                                                 | Wyścig odwołany (OD/C) |
| Bez koloru                                                            | Został wycofany (WYC/WD) |
| Bez koloru                                                            | Nie przybył (NP/DNA) |
| Bez koloru                                                            | Nie brał udziału w treningach (NT/DNP) |
| Bez koloru                                                            | Nie został zgłoszony (–) |
| Pogrubienie                                                           | Start z pole position |
| Kursywa                                                               | Najszybsze okrążenie wyścigu |
| †                                                                     | Nie ukończył, ale jego rezultat został zaliczony ze względu na przejechanie więcej niż 90% dystansu wyścigu.                              |
| *                                                                     | Sezon w trakcie |
| 1/2/3                                                                 | Punktowana pozycja w sprincie kwalifikacyjnym                                                                                             |
| Lista systemów punktacji Formuły 1                                    | |

| Rok  | Zespół                | Samochód  | Silnik      | Wyniki w poszczególnych eliminacjach | Wyniki w poszczególnych eliminacjach | Wyniki w poszczególnych eliminacjach | Wyniki w poszczególnych eliminacjach | Wyniki w poszczególnych eliminacjach | Wyniki w poszczególnych eliminacjach | Wyniki w poszczególnych eliminacjach | Wyniki w poszczególnych eliminacjach | Wyniki w poszczególnych eliminacjach | Wyniki w poszczególnych eliminacjach | Wyniki w poszczególnych eliminacjach | Wyniki w poszczególnych eliminacjach | Wyniki w poszczególnych eliminacjach | Wyniki w poszczególnych eliminacjach | Wyniki w poszczególnych eliminacjach | Punkty | Pozycja |
| ---- | --------------------- | --------- | ----------- | ------------------------------------ | ------------------------------------ | ------------------------------------ | ------------------------------------ | ------------------------------------ | ------------------------------------ | ------------------------------------ | ------------------------------------ | ------------------------------------ | ------------------------------------ | ------------------------------------ | ------------------------------------ | ------------------------------------ | ------------------------------------ | ------------------------------------ | ------ | ------- |
| 1973 | STP March Racing Team | March 731 | Cosworth V8 | ARG                                  | BRA                                  | RPA                                  | ESP                                  | BEL                                  | MON                                  | SWE                                  | FRA                                  | GBR                                  | NED                                  | GER                                  | AUT                                  | ITA                                  | CAN                                  | USA                                  | –      | NS      |
| 1973 | STP March Racing Team | March 731 | Cosworth V8 | –                                    | –                                    | –                                    | –                                    | –                                    | –                                    | –                                    | –                                    | NU                                   | NU                                   | –                                    | –                                    | –                                    | –                                    | –                                    | –      | NS      |